# Chauvigny
Chauvigny è un comune francese di 6 986 abitanti situato nel dipartimento della Vienne nella regione della Nuova Aquitania.

## Società

### Evoluzione demografica
Abitanti censiti

## Amministrazione

### Gemellaggi
- Trino, dal 1961
- Geisenheim, dal 1970
- Banfora, dal 1974
- Billericay, dal 2005